# Nerodia
Nerodia es un género de serpientes de la familia Natricidae. Sus especies se distribuyen por Norteamérica y Cuba.

## Especies
Se reconocen las siguientes:
- Nerodia clarkii (Baird & Girard, 1853)
- Nerodia cyclopion (Duméril, Bibron & Duméril, 1854)
- Nerodia erythrogaster (Forster, 1771)
- Nerodia fasciata (Linnaeus, 1766)
- Nerodia floridana (Goff, 1936)
- Nerodia harteri (Trapido, 1941)
- Nerodia paucimaculata (Tinkle & Conant, 1961)
- Nerodia rhombifer (Hallowell, 1852)
- Nerodia sipedon (Linnaeus, 1758)
- Nerodia taxispilota (Holbrook, 1838)